# Leu Braunschweig
Leu Braunschweig (offiziell: Heidberger Sportclub Leu 06 Braunschweig e. V.) ist ein Sportverein aus dem Braunschweiger Stadtteil Heidberg in Niedersachsen. Die Vereinsfarben sind blau-weiß. Der Verein hat ca. 500 Mitglieder und bietet die Sportarten Herren-, Frauen- und Jugendfußball sowie Kinderturnen an.

## Geschichte

### Strukturelle Entwicklung
Der Verein wurde am 24. Mai 1906 von ehemaligen Mitgliedern des Braunschweiger FV, dem heutigen VfB Rot-Weiß Braunschweig, als Ballspielverein Wacker Braunschweig gegründet. Dieser musste im Jahre 1911 seinen Sportplatz aufgeben, so dass sich Wacker dem MTV Braunschweig anschloss und fortan dessen Fußballabteilung bildete. Infolge der Reinlichen Scheidung zwischen Turnern und Sportlern machte sich die Fußballabteilung wieder selbständig. Da sich zwischenzeitlich mit dem am 12. September 1912 gegründeten Vereins Wacker Braunschweig, heute SpVgg Wacker Braunschweig, gründete, der im Arbeitersport aktiv war, nahmen die ehemaligen MTV-Fußballer den Namen SC Leu Braunschweig an. Leu steht dabei für das altertümlich-poetische Wort für den Löwen.
Nach der Machtergreifung der Nationalsozialisten im Jahre 1933 schlossen sich zahlreiche Mitglieder des verbotenen Arbeitersportvereins Freier Sportverein Braunschweig, heute Freie Turnerschaft Braunschweig, dem SC Leu an. Fünf Jahre später wurde Leu vom Nazi-Regime gezwungen, sich erneut dem MTV Braunschweig anzuschließen. Im Volksmund wurde der Zusammenschluss auch als „MTV Leu“ bezeichnet. Anfang der 1950er Jahre kam es zu internen Streitigkeiten, da die Fußballabteilung den Traditionsnamen Leu wiederbeleben wollte, was vom Vorstand abgelehnt wurde. So spaltete sich die Fußballabteilung am 18. Juni 1954 wieder als SC Leu 06 Braunschweig ab. Seit 1979 ist der Verein im Stadtteil Heidberg zu Hause und nahm daraufhin den heutigen Namen HSC Leu 06 Braunschweig an, um seine Verbindung zum Stadtteil zu betonen.

### Frühe Jahre (1906 bis 1958)
Unter dem Namen BV Wacker Braunschweig spielte der Verein zunächst von 1906 bis 1911 in der seinerzeit erstklassigen 1. Spielklasse Bezirk Braunschweig, bevor man sich nach der Spielzeit 1910/11 dem MTV Braunschweig anschloss. Im Jahre 1924 stieg der mittlerweile Leu Braunschweig genannte Verein nach einem 5:2-Sieg bei Borussia Hannover in die erstklassige Bezirksliga Südhannover-Braunschweig auf, wo die Mannschaft zumeist gegen den Abstieg kämpfte. Am 5. Mai 1929 gelang mit einem 3:2 der erste Pflichtspielsieg über Eintracht Braunschweig in der mittlerweile Oberliga Südhannover-Braunschweig genannten Spielklasse. Als Vierter der Saison 1930/31 gelang zum ersten und einzigen Male die Qualifikation für die norddeutsche Meisterschaft, wo gleich in der ersten Runde das Aus nach einer 10:4-Niederlage bei Holstein Kiel folgte. Die Qualifikation für die im Jahre 1933 neu eingeführte Gauliga Niedersachsen wurde jedoch deutlich verpasst.
Auch der zwangsweise Anschluss an den MTV Braunschweig sollte die sportliche Situation nicht verbessern. Erst 1948 wurde der MTV Meister der Landesliga Braunschweig, verpasste aber die Aufstiegsrunde zur erstklassigen Oberliga Nord. Ein Jahr später gehörte der Verein zu den Gründungsmitgliedern der seinerzeit zweitklassigen Amateuroberliga Niedersachsen. Ab 1954 spielten die Fußballer wieder als Leu Braunschweig, der sich aus finanziellen Gründen auf die eigene Jugendarbeit verlassen musste. Im Jahre 1958 erreichte Leus A-Jugend das Endspiel um die norddeutsche Meisterschaft, welches mit 2:3 gegen den SC Victoria Hamburg verloren wurde. Die erfolgreiche Mannschaft rückte nun in das Seniorenlager auf und läutete die erfolgreichste Epoche der Vereinsgeschichte ein.

### Aufstieg im achten Anlauf (1958 bis 1969)
In der Saison 1959/60 wurde Leu Meister der Ostgruppe, scheiterte jedoch in der Aufstiegsrunde zur Oberliga Nord am Heider SV. Im direkten Duell am letzten Spieltag führten die Braunschweiger lange mit 2:1, bevor die Heider den Ausgleich erzielten und selbst aufstiegen. Die folgende Saison 1960/61 verlief turbulent. Nach der Titelverteidigung in der Ostgruppe wurde Leu erstmals Niedersachsenmeister. Einem 5:1 im Hinspiel gegen den SV Arminia Hannover folgte eine 4:7-Niederlage im Rückspiel, die für Leu jedoch reichte. In der Aufstiegsrunde scheiterten die Braunschweiger jedoch an Eintracht Nordhorn. Auch der dritte Anlauf in der Saison 1961/62 blieb erfolglos. Die Aufstiegsrunde wurde punktgleich mit dem VfB Lübeck abgeschlossen. Das fällige Entscheidungsspiel verlor Leu mit 3:4.
1963 ging es um die Qualifikation für die neu geschaffene Regionalliga Nord. Die Braunschweiger erreichten nach zwei Siegen über den TuS Celle die Fußball-Oberliga 1962/63#Qualifikation zur Regionalliga Nord, wo die Mannschaft zunächst aufgrund des schlechteren Torquotienten am VfL Wolfsburg scheiterten. Leu hatte daraufhin noch eine Chance, verlor aber das Spiel gegen den anderen Gruppenvierten HSV Barmbek-Uhlenhorst mit 1:2 und musste in die Drittklassigkeit. Auch 1964 wurde der Aufstieg verpasst. Unter anderem unterlagen die Braunschweiger zu Hause dem SV Meppen mit 5:6, wobei Dieter Schmäler alle fünf Leu-Treffer erzielte. Weitere vergebliche Anläufe scheiterten in den Jahren 1966 und 1967. Der Durchbruch sollte schließlich in der Saison 1968/69 gelingen. Zunächst wurde Leu Niedersachsenmeister, bevor Rolf Mökers Tor zum 1:0-Sieg über Teutonia Uelzen schließlich den Aufstieg in die seinerzeit zweitklassige Regionalliga Nord brachte.

### Von der Regionalliga in die Bezirksliga (1969 bis 1979)
In den ersten beiden Spielzeiten 1969/70 und 1970/71 musste Leu lange um den Klassenerhalt kämpfen. Die von Johannes Jäcker trainierte Mannschaft erreichte dann in der Saison 1971/72 ihren sportlichen Zenit. Die Saison wurde auf Platz sieben abgeschlossen und durchschnittlich 3500 Zuschauer sahen die Heimspiele am Franz’schen Feld, wo Leu seit 1970 spielte. Da gleichzeitig der Lokalrivale Eintracht Braunschweig in der Bundesliga in Abstiegsgefahr geriet, fragte die Presse, ob der „blaue Löwe“ den „roten“ einholen könnte. Doch es kam anders. Torjäger Jürgen Haase wechselte zum VfL Osnabrück und die Mannschaft beendete die Saison 1972/73 auf dem letzten Tabellenplatz. Damit verpasste der Verein auch das Derby gegen die Eintracht, die zeitgleich aus der Bundesliga abgestiegen war.
Zurück in der Landesliga Niedersachsen kämpfte die Mannschaft weiter gegen Abstieg. 1976 gelang der Klassenerhalt nur, da keine niedersächsische Mannschaft aus der nunmehr drittklassigen Oberliga Nord absteigen musste. Ein Jahr später stieg Leu als abgeschlagener Tabellenletzter ab. Zum Spiel beim FC Schüttorf 09  trat die Mannschaft nicht an. Mäzen Grunwald hatte dem Verein nach einem Streit die finanziellen Zuwendungen entzogen, woraufhin Leu die Spieler nicht mehr bezahlen konnte. Mit ganzen vier Punkten stieg der Verein in der folgenden Saison 1977/78 in die Bezirksliga ab und verpasste ein Jahr später die Qualifikation für die neu geschaffene Bezirksoberliga Braunschweig.

### Tiefer Absturz und Wiederaufbau (seit 1979)
Der nunmehr im Stadtteil Heidberg beheimatete Verein konnte sich zunächst in der Bezirksliga stabilisieren und schaffte im Jahre 1983 den Aufstieg in die Bezirksoberliga, wo die Mannschaft sich zunächst im oberen Tabellendrittel platzieren konnte. Ende der 1980er Jahre erlebte Leu jedoch einen brutalen Abschwung. Nach dem ersten Spieltag der Saison 1987/88 wurde die Mannschaft aus der Bezirksoberliga zurückgezogen. In der folgenden Saison 1988/89 stiegen die Braunschweiger mit 1:63 Punkten und 234 Gegentoren aus der Bezirksliga ab. Tiefpunkt war eine 0:23-Niederlage beim MTV Marktoldendorf. Schließlich beendete Leu die Bezirksklassensaison 1989/90 mit 0:60 Punkten bei 301 Gegentoren. Im Jahre 1992 ging es hinunter in die 1. Kreisklasse, bevor der Verein ein Jahr später mit dem Abstieg in die 2. Kreisklasse den sportlichen Tiefpunkt erreichte.
Es gelang der direkte Wiederaufstieg, dem im Jahre 2000 der Aufstieg in die Kreisliga Braunschweig folgte. Sechs Jahre später schaffte die Mannschaft den Aufstieg in die Bezirksliga. Dort wurden die Braunschweiger in den Spielzeiten 2006/07 und 2011/12 jeweils Vizemeister hinter dem SV Broitzem bzw. dem BSV Ölper 2000. Ende der 2010er Jahre ging es wieder sportlich bergab und Leu stieg 2019 aus der Bezirksliga und drei Jahre später aus der Kreisliga ab. Seit dem direkten Wiederaufstieg im Jahre 2023 spielt die Mannschaft in der Kreisliga Braunschweig.

### Frauenfußball
Die Frauenmannschaft spielte in der Saison 2007/08 in der Bezirksliga Braunschweig. Derzeit (Stand: Saison 2024/25) ist im Verein keine Frauenfußballmannschaft aktiv.

## Erfolge
- Niedersachsenmeister: 1961 und 1969[6]

## Persönlichkeiten
Spieler
- Samuel Abifade, späterer Drittligaspieler beim SV Meppen und SV Waldhof Mannheim
- Klaus Blumenberg, ehemaliger Oberligaspieler bei Eintracht Braunschweig
- Wolfgang Dramsch, späterer Zweitligaspieler beim 1. FC Schweinfurt 05, VfL Osnabrück und Alemannia Aachen
- Horst-Werner Gorges, späterer Oberligaspieler bei Eintracht Braunschweig
- Rainer Hotopp, späterer Zweitligaspieler bei Olympia Wilhelmshaven
- Willi Langemann, deutscher Amateurnationalspieler, späterer Regionalligaspieler beim SV Arminia Hannover
- Jürgen Moll, späterer Bundesligaspieler bei Eintracht Braunschweig
- Maximilian Rossmann, späterer Eredivisiespieler bei Heracles Almelo

Trainer
- Johannes Jäcker, ehemaliger Profi bei Eintracht Braunschweig und Deutscher Meister 1967
- Fritz Schollmeyer, späterer Zweitligatrainer beim VfL Wolfsburg

## Stadion
Anfang der 1950er Jahre spielte Leu in der Radrennbahn an der Salzdahlumer Straße. Ab 1956 spielte der Verein auf dem ehemaligen Exerzierplatz der Humboldt-Kaserne, der aufgrund des Aschenplatzes bei den Gegnern gefürchtet war. Der Platz konnte in der ersten Regionalligasaison 1969/70 nur mit einer Sondergenehmigung genutzt werden. Anschließend wechselte Leu auf die Sportanlage Franz’sches Feld. Seit 1979 ist der Verein auf der Bezirkssportanlage Heidberg beheimatet.

## Film
Im Jahre 2015 hatte der von Dirk Masson in Verbindung mit dem Point 54 Studio produzierte Dokumentarfilm Schuld war Ulsaß! Premiere. In dem Film, der ein Nachruf auf  Lothar Ulsaß ist, kommen zahlreiche ehemalige Spieler von Leu Braunschweig zu Wort. Vier Jahre später wurde Schuld war Ulsaß! beim internationalen Filmfest in Braunschweig gezeigt.